# روافع القصير
قرية روافع القصير هي إحدى القرى التابعة لمركز سوهاج بمحافظة سوهاج في جمهورية مصر العربية. حسب إحصاءات سنة 2006، بلغ إجمالي السكان في روافع القصير 19581 نسمة، منهم 10069 رجل و9512 امرأة.